# Gonioryctus molokaiensis
Gonioryctus molokaiensis är en skalbaggsart som beskrevs av Sharp 1908. Gonioryctus molokaiensis ingår i släktet Gonioryctus och familjen glansbaggar. Inga underarter finns listade i Catalogue of Life.